# Kituntu (Ikungi)
Kituntu ist ein Verwaltungsbezirk (englisch Ward) des Distrikts Ikungi in der tansanischen Region Singida.

## Geografie
Kituntu ist ein Bezirk im nördlichen Zentralteil von Tansania etwa 15 Kilometer südlich der Regionshauptstadt Singida. Bei der Volkszählung 2022 lebten 10.612 Menschen in 1987 Haushalten auf einer Fläche von 102 Quadratkilometern.
Der Bezirk grenzt im Nordwesten und im Norden an den Distrikt Singida (MC) und sonst an Bezirke des Distrikts Ikungi:
| Unyianga      | Kisaki                                      |      |
| Mtamaa Ihanja | Kompassrose, die auf Nachbargemeinden zeigt |      |
| Isseke        | Dung'unyi                                   | Puma |

## Gliederung
Der Bezirk besteht aus zwei Gemeinden (swahili Mtaa) mit 13 Orten (Kitongoji):
| Iglansoni - Iglansoni - Majengo - Ikomba A - Ikomba B - Ishingisha - Iseseko - Kizugu - Ilolo A | Mnyange - Mnyange - Mkwiri - Nkurusi - Ilolo A - Ilolo B |

## Wirtschaft und Infrastruktur
- Landwirtschaft: Im Bezirk werden 6000 Rinder, 3000 Ziegen und 37.000 Hühner gehalten (Stand 2015).[8]
- Bildung: In Kituntu gibt es drei weiterführende Schulen.[9] Die Miandi Secondary School und die Utaho Secondary School sind staatliche Tagesschulen mit einer Ausbildung bis zur 4. Stufe.[10][11] Die Sinai Puma Junior Seminary Secondary School wird von der römisch-katholischen Kirche geführt und bildet Internatsschüler bis zur 4. Stufe aus.[12]
- Gesundheit: In der Gemeinde Iglansoni befindet sich ein staatliches Gesundheitszentrum.[13]
- Straße: Durch den Bezirk verläuft die asphaltierte Nationalstraße T3, die von Singida nach Süden nach Manyoni führt.[14]